# Eduardo Rodríguez Mazer
Eduardo Rodríguez Mazer (Chillán, 10 de septiembre de 1902 - Santiago, 18 de julio de 1969) fue un abogado y político chileno.

## Biografía

### Familia y estudios
Hijo de Miguel Antonio Rodríguez Fernández y Ana Luisa Mazer.
Estudió en el Colegio San Pedro Nolasco y en el Liceo de Chillán. Luego ingresó a la Escuela de Derecho de la Universidad de Chile, jurando como abogado en 1952, con una tesis titulada Las huelgas y los conflictos colectivos del trabajo.
Contrajo matrimonio en 1940, en la ciudad de Antofagasta, con Inés Goyenechea Zegarra.

### Carrera profesional
Se desempeñó como inspector del Internado Nacional Barros Arana (1921-1924), oficial del Ministerio de Educación (1929-1937), y jefe local de Lavaderos de Oro de Antofagasta (1940-1941).
Tuvo una carrera en el Poder Judicial, la cual inició como secretario del Juzgado de Conchalí (1945-1949). Tras su titulación como abogado, fue secretario del Juzgado y Notario de Putaendo (1954) y luego Notario y Conservador de Bienes Raíces de Los Andes (1957-1961).

## Carrera política
Fue militante del Partido Socialista Marxista, partido que en 1933 conformó el Partido Socialista de Chile (PS), del cual Rodríguez fue secretario del primer Comité Central. Fue miembro de la Directiva Regional de Santiago y Antofagasta del PS y fundador del periódico El Socialista, editado en Antofagasta.
En elecciones parlamentarias de 1941 fue elegido diputado por la 22ª agrupación departamental de Valdivia, La Unión y Río Bueno (1941-1945). Integró la comisión permanente de Constitución, Legislación y Justicia.
En las elecciones parlamentarias de 1949 fue elegido por un segundo periodo en la Cámara, esta vez por la 16.ª agrupación departamental de Chillán, Bulnes y Yungay (1949-1953), siendo miembro de la comisión permanente de Relaciones Exteriores.